# جيمس فرانكلين بيل

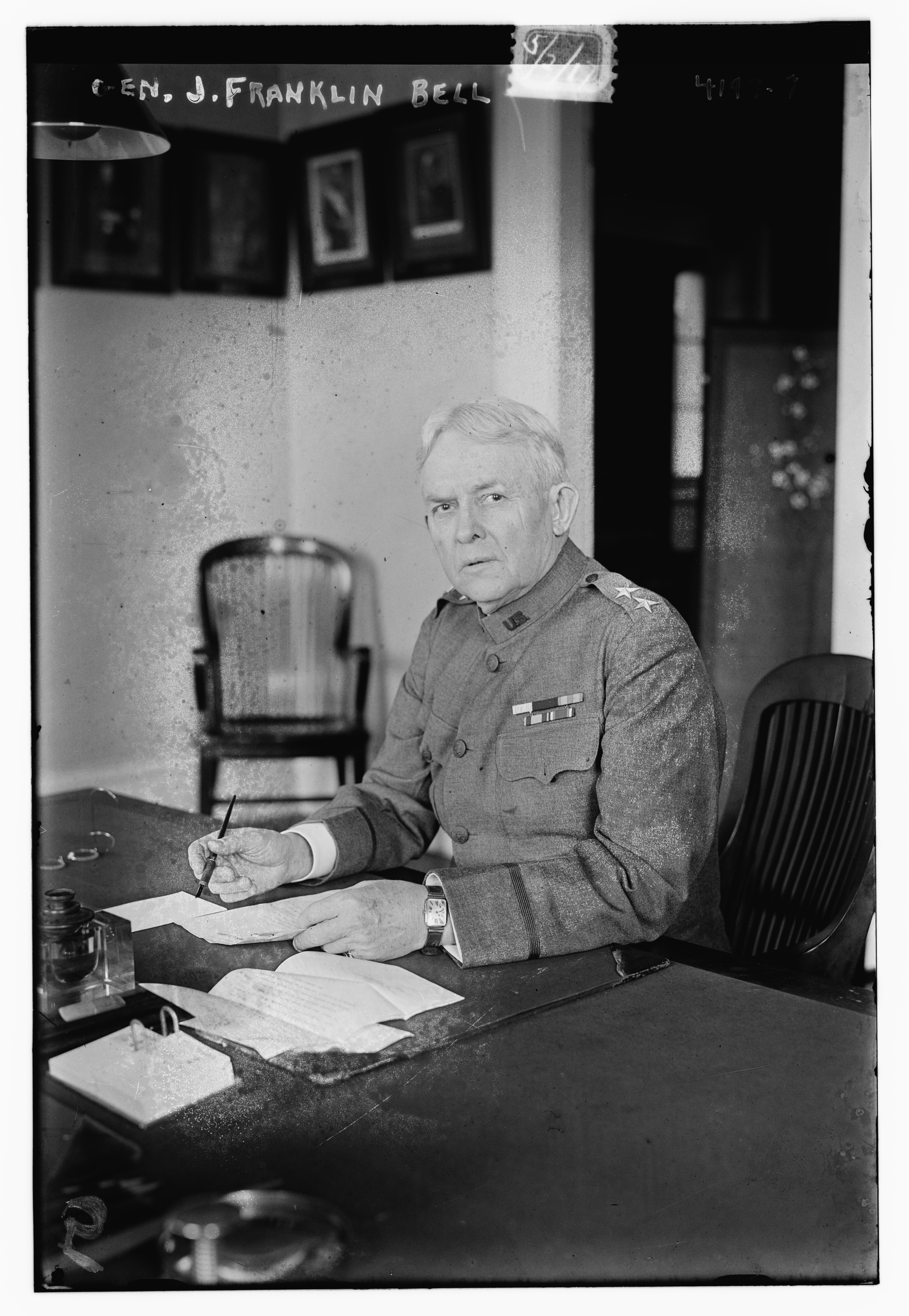
جيمس فرانكلين بيل

جيمس فرانكلين بيل (بالإنجليزية: James Franklin Bell)‏ (9 يناير 1856 - 8 يناير 1919) كان رئيس أركان جيش الولايات المتحدة بين عامي 1906-1910.

## روابط خارجية
- "حرق السمر". مؤرشف من الأصل في 2008-09-05. اطلع عليه بتاريخ 2010-09-29.